# Promyczek Dobra
Promyczek Dobra – katolicki miesięcznik dla dzieci. Wydawany jest przez wydawnictwo diecezji tarnowskiej „Promyczek” z Nowego Sącza od 1991 r.
Pierwszy nakład miesięcznika wynosił 3000 egzemplarzy i miał 12 jednobarwnych stron formatu A5. W maju 1993 r. tytuł „Promyczek Dobra” zarejestrowano w Sądzie Wojewódzkim w Nowym Sączu. W lutym 1999 r. przez biskupa tarnowskiego Wiktora Skworca zostało powołane wydawnictwo diecezji tarnowskiej „Promyczek”, które formalnie przejęło od parafii św. Małgorzaty w Nowym Sączu funkcję wydawcy. We wrześniu 2004 r. rozpoczęto współpracę z Siostrami Klaweriankami, które finansują druk „Echa Dzieciom” – bezpłatnego dodatku o tematyce misyjnej. We wrześniu 2006 r. miesięcznik rozpoczął współpracę z programem TVP „Ziarno”.
Obecnie miesięcznik ma postać 28 stronicowego czasopisma w oprawie zeszytowej formatu A4 w pełnym druku obustronnym. Nakład miesięcznika wynosi około 26 tysięcy egzemplarzy, który rozprowadzany jest głównie w diecezjach: tarnowskiej, rzeszowskiej, przemyskiej, krakowskiej, bielsko-żywieckiej i sosnowieckiej.